# Брага, Абел
А́бел Бра́га (порт.-браз. Abel Carlos da Silva Braga), в бытность игроком был известен как просто Абел (род. 1 сентября 1952, Рио-де-Жанейро) — бразильский футболист, защитник. Ныне — тренер.

## Биография
В качестве футболиста наибольших успехов добился в составе «Флуминенсе» в 1970-е годы — вместе с «трёхцветными» Абел выиграл четыре чемпионата штата. В 1977 году завоевал свой пятый титул с «Васко да Гамой». Провёл в составе сборной Бразилии один официальный матч (и несколько неофициальных), зато в рамках чемпионата мира 1978 года и вместе с командой занял третье место на аргентинском турнире.
Став тренером, добился значительных достижений с различными командами. В частности, с «Васко», «Фламенго» и «Флуминенсе» он выиграл четыре чемпионата штата Рио-де-Жанейро, а с «Интернасьоналом» победил впервые в истории клуба в Кубке Либертадорес и в клубном чемпионате мира в 2006 году. В 2008—2011 гг. тренировал клуб «Аль-Джазира» (Абу-Даби), который привёл в 2011 году к «золотому дублю» в первенстве ОАЭ.
13 декабря 2013 года вновь назначен главным тренером «Интернасьонала».
В 2015—2016 годах во второй раз работал с «Аль-Джазирой».
1 декабря 2016 года назначен главным тренером «Флуминенсе» на сезон 2017. 16 июня 2018 года покинул «Флуминенсе» по собственному желанию.
2 января 2019 года назначен главным тренером «Фламенго». Контракт подписан до конца сезона 2019. Однако в середине года, несмотря на выход с командой в плей-офф Кубка Либертадорес, покинул команду. Уже без него в ноябре «Фламенго» во второй раз в своей истории выиграл главный континентальный трофей Южной Америки. Таким образом, Брага оказался причастен к этой победе уже постфактум. Сам же Брага в сентябре возглавил «Крузейро».
16 декабря 2019 года в 3-й раз в своей карьере возглавил «Васко да Гама». Контракт подписан до конца сезона 2020. 16 марта 2020 года расторг контракт с «Васко» по обоюдному согласию.
10 ноября 2020 года в 7-й раз в своей карьере занял пост главного тренера «Интернасьонала». Контракт подписан до конца февраля 2021 года.
15 декабря 2021 года в 4-й раз назначен главным тренером «Флуминенсе». 28 апреля 2022 года, через 2 дня после домашнего матча 3-го тура группы H Южноамериканского кубка 2022 против аргентинского «Униона» (0:0), расторг контракт по обоюдному согласию.

## Достижения

### Как игрок
- Чемпион штата Рио-де-Жанейро (3): 1971, 1973, 1975, 1976 (Флуминенсе), 1977 (Васко да Гама)
- Бронзовый призёр чемпионата мира: 1978

### Как тренер
- Чемпион Бразилии: 2012
- Чемпион штата Рио-де-Жанейро (4): 2000 (Васко да Гама), 2004 (Фламенго), 2005, 2012, 2022 (Флуминенсе)
- Чемпион штата Риу-Гранди-ду-Сул (2): 2008, 2014
- Чемпион штата Парана (2): 1998 (Атлетико Паранаэнсе), 1999 (Коритиба)
- Чемпион штата Пернамбуку: 1987
- Чемпион ОАЭ: 2010/11
- Обладатель Кубка ОАЭ: 2010/11
- Победитель Кубка Либертадорес (2): 2006, 2019 (постфактум)
- Победитель Клубного чемпионата мира: 2006
- Победитель Кубка Дубая: 2008